# 海報

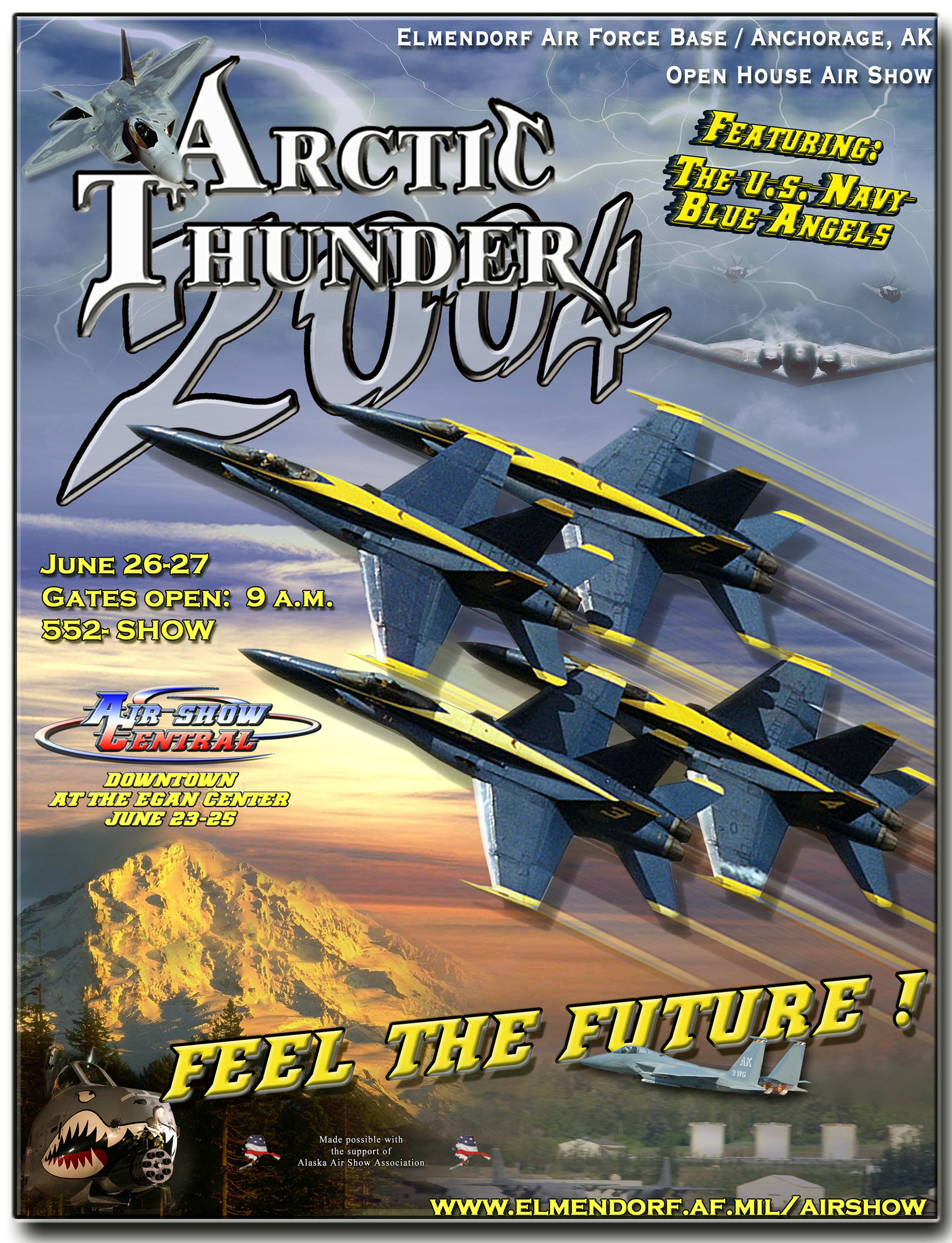
美國海軍藍天使特技飛行隊的宣傳海報

海报，中國大陸亦称手抄报，通常指单张紙形式、可张贴的广告印刷品。海報是最常見的商業大眾傳播形式之一，非商業組織及公共機構也有用此宣傳方式。其特点是：传播信息及时，能夠表達重點，成本费用低，制作简便。另外，海報也是一種大眾傳播的武器，用作宣傳信息、商業傳遞和應用等，並通過平面設計版面的構成在第一時間內將人們的目光鎖定。
海報可分为公共海报和商业海报两大类：
- 公共海報：以社会公益性问题为题材，宣傳政策或觀念。例如环境保护、卫生宣传、反戰、主戰、競選、政治等；
- 商业海報：宣傳商業訊息，推廣產品、品牌，以促销商品、满足消费者需要等内容为题材，例如产品宣传、品牌形象宣传、企业形象宣传、产品信息等。
- 文化海報：宣傳文化活動

著名品牌商品的海報時常有成為愛好者的珍藏品，例如經典電影、舞台劇、名星的海報。 另外，海报也可以用作参考歷史文獻。

## 尺寸
印刷界常用海報制式尺寸（單位：mm）
| 系列 | 尺寸      |
| ---- | --------- |
| A0   | 841×1189  |
| A1   | 594×841   |
| A2   | 420×594   |
| A3   | 297×420   |
| A4   | 210×297   |
| B0   | 1030×1456 |
| B1   | 728×1030  |
| B2   | 515×728   |
| B3   | 364×515   |
| B4   | 257×364   |
| 全開 | 890×680   |